# Tomáš Ujfaluši
Tomáš Ujfaluši (hongrois : Újfalusi Tamás), né le 24 mars 1978 à Rýmařov en Tchéquie, est un footballeur international tchèque d'origine hongroise évoluant au poste de défenseur central.

## Biographie

### Sigma Olomouc
Né à Rýmařov en Tchéquie, Tomáš Ujfaluši commence le football avec le club local du TJ Rýmařov avant d'être formé par le SK Sigma Olomouc. C'est avec ce club qu'il joue son premier match en professionnel, le 11 août 1996, lors de la première journée de la saison 1996-1997 de première division tchèque, face au Slovan Liberec. Il entre en jeu à la place de Miroslav Baranek (en) et les deux équipes se neutralisent (1-1 score final).

### Hambourg SV
Tomáš Ujfaluši quitte le Sigma Olomouc à la mi-saison, rejoignant le Hambourg SV en décembre 2000. Il joue son premier match sous ses nouvelles couleurs dès le 10 décembre 2000 contre le FC Energie Cottbus, en championnat. Il est titularisé lors de ce match qui se solde par la victoire des siens (2-1).
Ujfaluši inscrit son premier but pour Hambourg le 18 août 2002, lors d'une rencontre de championnat face au Werder Brême. Titulaire, il marque le but égalisateur de son équipe de la tête, mais le HSV est tout de même battu par deux buts à un.

### AC Fiorentina
Le 31 juillet 2004, Ujfaluši rejoint l'Italie en s'engageant en faveur de l'AC Fiorentina. Sa première saison est difficile avec plusieurs changement d'entraîneurs, notamment Sergio Buso et Dino Zoff. Une blessure le tient éloigné des terrains pendant presque trois mois et l'équipe se bat pour le maintien, terminant finalement à une décevante 16e place en 2004-2005. 
Lors de la saison 2005-2006, la Fiorentina retrouve des couleurs, sous l'impulsion du nouvel entraîneur Cesare Prandelli et d'un recrutement prometteur qui voit arriver notamment Luca Toni, Sébastien Frey ou encore Stefano Fiore. La donne change également en défense où Tomáš Ujfaluši est repositionné arrière droit par Prandelli, ce dernier lui préférant la paire Dario Dainelli-Alessandro Gamberini dans l'axe. Lors de cette saison, la Viola fait un bon parcours en Serie A, terminant 4e du championnat et Ujfaluši fait une saison pleine de 41 matchs (un but). Cependant, le club est impliqué dans le scandale du Calciopoli et 15 points lui est retiré : il se retrouve officiellement 9e du championnat.
La saison suivante, Ujfaluši continue d'être un joueur majeur de l'équipe et la Fiorentina termine 6e, se qualifiant ainsi pour la Coupe UEFA.

### Atlético de Madrid
En fin de contrat avec la Fiorentina, Tomáš Ujfaluši s'engage en mai 2008 avec le club espagnol de l'Atlético de Madrid pour une durée de trois ans ans, soit jusqu'en juin 2011.
Il joue son premier match sous ses nouvelles couleurs le 13 août 2008, à l'occasion d'une rencontre qualificative pour la phase de groupe de la Ligue des champions face au FC Schalke 04. Il est titularisé et son équipe est battue par un but à zéro. Il est de nouveau titulaire lors du match retour, le 27 août 2008, où l'Atlético se qualifie en l'emportant sur sa pelouse sur le score de quatre buts à zéro.
Le dimanche 19 septembre 2010, lors de la troisième journée de la Liga 2010, pour la réception du FC Barcelone de Lionel Messi, il s'illustre par un geste qualifié unanimement d'attentat par la presse espagnole sur le Ballon d'or 2009. À la suite d'excuses publiques formulées à l'égard du prodige argentin, le carton rouge qu'il a recueilli lui a valu une suspension ferme de deux matches. Le 20 juin 2011 le défenseur signe en faveur du club turc de Galatasaray SK pour une durée de 2 ans et un salaire de 2,2 millions d'euros  par an. Il porte le numéro 17. Lors de sa deuxième saison, il ne dispute qu'un seul match de championnat, à cause d'une grave blessure.

### Galatasaray
Lors de l'été 2011, Tomáš Ujfaluši rejoint la Turquie en s'engageant avec le Galatasaray SK. Il joue son premier match sous ses nouvelles couleurs le 11 septembre 2011, lors de la première journée de la saison 2011-2012 de Süper Lig. Son équipe se déplace alors sur la pelouse de l'İstanbul Büyükşehir. Titulaire au poste d'arrière droit, Ujfaluši porte également le brassard de capitaine pour son premier match. Son équipe est toutefois battue sur le score de deux buts à zéro. Il inscrit son premier et unique but pour Galatasaray le 5 mars 2012, à l'occasion d'une rencontre de championnat contre Sivasspor, et contribue ainsi à la large victoire de son équipe ce jour-là, par quatre buts à zéro.

### Sparta Prague
En septembre 2013, Tomáš Ujfaluši retourne dans son pays natal en s'engageant avec le Sparta Prague.
Il annonce sa retraite le 2 décembre 2013, à l'âge de 35 ans.

### En sélection
Tomáš Ujfaluši honore sa première sélection avec l'équipe nationale de Tchéquie le 28 février 2001, lors d'un match amical contre la Macédoine. Il est titularisé en défense centrale ce jour-là et les deux équipes se neutralisent (1-1).

## Statistiques
| Saison                | Club                  | Championnat           | Championnat | Championnat | Coupe(s) nationale(s) | Coupe(s) nationale(s) | Compétition(s) continentale(s) | Compétition(s) continentale(s) | Compétition(s) continentale(s) | Total | Total |
| Saison                | Club                  | Division              | M.          | B.          | M.                    | B.                    | Comp.                          | M.                             | B.                             | M.    | B.    |
| 1996-1997             | Sigma Olomouc         | První Liga            | 18          | 1           | -                     | -                     | -                              | -                              | -                              | 18    | 1     |
| 1997-1998             | Sigma Olomouc         | Gambrinus liga        | 11          | 2           | -                     | -                     | -                              | -                              | -                              | 11    | 2     |
| 1998-1999             | Sigma Olomouc         | Gambrinus liga        | 28          | 1           | -                     | -                     | C3                             | 4                              | 0                              | 32    | 1     |
| 1999-2000             | Sigma Olomouc         | Gambrinus liga        | 29          | 0           | -                     | -                     | C3                             | 3                              | 0                              | 32    | 0     |
| 2000-2001             | Sigma Olomouc         | Gambrinus liga        | 14          | 0           | -                     | -                     | INT                            | 3                              | 0                              | 17    | 0     |
| Sous-total            | Sous-total            | Sous-total            | 100         | 4           | -                     | -                     | -                              | 10                             | 0                              | 110   | 4     |
| 2000-2001             | Hambourg SV           | Bundesliga            | 19          | 0           | -                     | -                     | -                              | -                              | -                              | 19    | 0     |
| 2001-2002             | Hambourg SV           | Bundesliga            | 29          | 0           | 1                     | 0                     | -                              | -                              | -                              | 30    | 0     |
| 2002-2003             | Hambourg SV           | Bundesliga            | 31          | 2           | 3                     | 0                     | -                              | -                              | -                              | 34    | 2     |
| 2003-2004             | Hambourg SV           | Bundesliga            | 26          | 0           | 5                     | 0                     | C3                             | 2                              | 0                              | 33    | 0     |
| Sous-total            | Sous-total            | Sous-total            | 105         | 2           | 9                     | 0                     | -                              | 2                              | 0                              | 116   | 2     |
| 2004-2005             | AC Fiorentina         | Serie A               | 28          | 0           | 4                     | 0                     | -                              | -                              | -                              | 32    | 0     |
| 2005-2006             | AC Fiorentina         | Serie A               | 36          | 1           | 5                     | 0                     | -                              | -                              | -                              | 41    | 1     |
| 2006-2007             | AC Fiorentina         | Serie A               | 31          | 1           | 2                     | 0                     | -                              | -                              | -                              | 33    | 1     |
| 2007-2008             | AC Fiorentina         | Serie A               | 28          | 0           | 2                     | 0                     | C3                             | 13                             | 0                              | 43    | 0     |
| Sous-total            | Sous-total            | Sous-total            | 123         | 2           | 13                    | 0                     | -                              | 13                             | 0                              | 149   | 2     |
| 2008-2009             | Atlético Madrid       | Liga                  | 33          | 0           | 1                     | 1                     | C1                             | 7                              | 0                              | 41    | 1     |
| 2009-2010             | Atlético Madrid       | Liga                  | 27          | 0           | 9                     | 1                     | C1+C3                          | 6+8                            | 0                              | 50    | 1     |
| 2010-2011             | Atlético Madrid       | Liga                  | 32          | 0           | 5                     | 0                     | C1                             | 5                              | 0                              | 42    | 0     |
| Sous-total            | Sous-total            | Sous-total            | 92          | 0           | 15                    | 2                     | -                              | 26                             | 0                              | 133   | 2     |
| 2011-2012             | Galatasaray SK        | Süper Lig             | 39          | 1           | 1                     | 0                     | -                              | -                              | -                              | 40    | 1     |
| 2012-2013             | Galatasaray SK        | Süper Lig             | 2           | 0           | -                     | -                     | -                              | -                              | -                              | 2     | 0     |
| Sous-total            | Sous-total            | Sous-total            | 41          | 1           | 1                     | 0                     | -                              | -                              | -                              | 42    | 1     |
| 2013-2014             | Sparta Prague         | Gambrinus Liga        | 0           | 0           | 2                     | 0                     | -                              | -                              | -                              | 2     | 0     |
| Sous-total            | Sous-total            | Sous-total            | 0           | 0           | 2                     | 0                     | -                              | -                              | -                              | 2     | 0     |
| Total sur la carrière | Total sur la carrière | Total sur la carrière | 461         | 9           | 39                    | 2                     | -                              | 51                             | 0                              | 551   | 11    |

## Palmarès
- Hambourg SV
  - Vainqueur de la Coupe de la Ligue d'Allemagne : 2003
- Atlético de Madrid
  - Vainqueur de la Ligue Europa : 2010
  - Vainqueur de la Supercoupe de l'UEFA : 2010
  - Finaliste de la Coupe d'Espagne : 2010
- Galatasaray SK
  - Vainqueur du Championnat de Turquie : 2012 et 2013
  - Vainqueur de la Super coupe de Turquie : 2012